# Euploea alcidice
Euploea alcidice är en fjärilsart som beskrevs av Jean Baptiste Godart 1819. Euploea alcidice ingår i släktet Euploea och familjen praktfjärilar. Inga underarter finns listade i Catalogue of Life.